# .pg
.pg ist die länderspezifische Top-Level-Domain (ccTLD) des Staates Papua-Neuguinea. Diese Top-Level-Domain wurde am 25. Mai 1994 bei der IANA registriert. Technisch verwaltet wird sie von der The Papua New Guinea University of Technology Information, Technology Services in Lae Morobe und in anderen Ländern auf fünf Servern.

## Bedeutung
Im Vergleich zu anderen Top-Level-Domains ist .pg eher unbedeutend. Aufgrund der strengen Vergabekriterien und kleinen Zielgruppe sind nur wenige Adressen mit dieser Endung registriert, allenfalls wird .pg als Subdomain anderer ccTLDs genutzt.